# PEN-eiland
Het PEN-eiland, ook wel de Diemer Vijfhoek genoemd, is een grotendeels kunstmatig schiereiland van 80 hectare in het IJmeer naast de elektriciteitscentrale Diemen in Over-Diemen, het oostelijk deel van de gemeente Diemen. 
Het vijfhoekige eiland is ontstaan in de jaren 1970, toen er een bouwput gebaggerd werd voor de aanleg van de elektriciteitscentrale, die door het Provinciaal Elektriciteitsbedrijf van Noord-Holland (PEN) gebouwd werd. De bagger werd buitendijks geloosd en vormde een moerassig eiland dat later van dijken werd voorzien. Op de centrale, hogergelegen delen ontstond een wilgenbroek. De lager gelegen delen bestaan vooral uit rietland.
De Diemerzeedijk loopt aan de zuidkant over het eiland.  Aan de westkant ligt aan deze dijk een kleiner kunstmatig eiland waarop Fort Diemerdam ligt, een onderdeel van de Stelling van Amsterdam.
Tegenwoordig loopt de oostelijke toegangsweg naar IJburg over het westen van het eiland. Afgezien daarvan is het een gebied waar de natuur vrij haar gang mag gaan. Het gebied wordt beheerd door Staatsbosbeheer en maakt deel uit van het "natuurlint" langs het IJmeer.